# Maraaya
Maraaya — словенський музичний дует, заснований Алешем Вовком (Raay) та Мар’єткою Вовк у 2014 році. Назва гурту складається з об'єднання імен учасників. Представники Словенії на Пісенному конкурсі Євробачення 2015 з піснею «Here for You».

## Кар'єра

### Початок
Дует, до складу якого увійшла сімейна пара — Raay (справжнє ім'я Алеш Вовк, народився 7 липня 1984 року) та Мар'єтка Вовк (народилася 19 липня 1984 року), був утворений у 2014 році. До цього подружжя було учасником турбо-фолк колективу «Turbo Angels». Свій дебютний сингл «Lovin' Me» Maraaya випустили у 2014 році. Пісня увійшла до музичних чартів Бельгії, Німеччини, Італії, Словенії та Польщі.

### Євробачення 2015
Після перемоги у національному відборі EMA 2015, Maraaya отримали право представляти Словенію на Пісенному конкурсі Євробачення 2015 у Відні, Австрія.

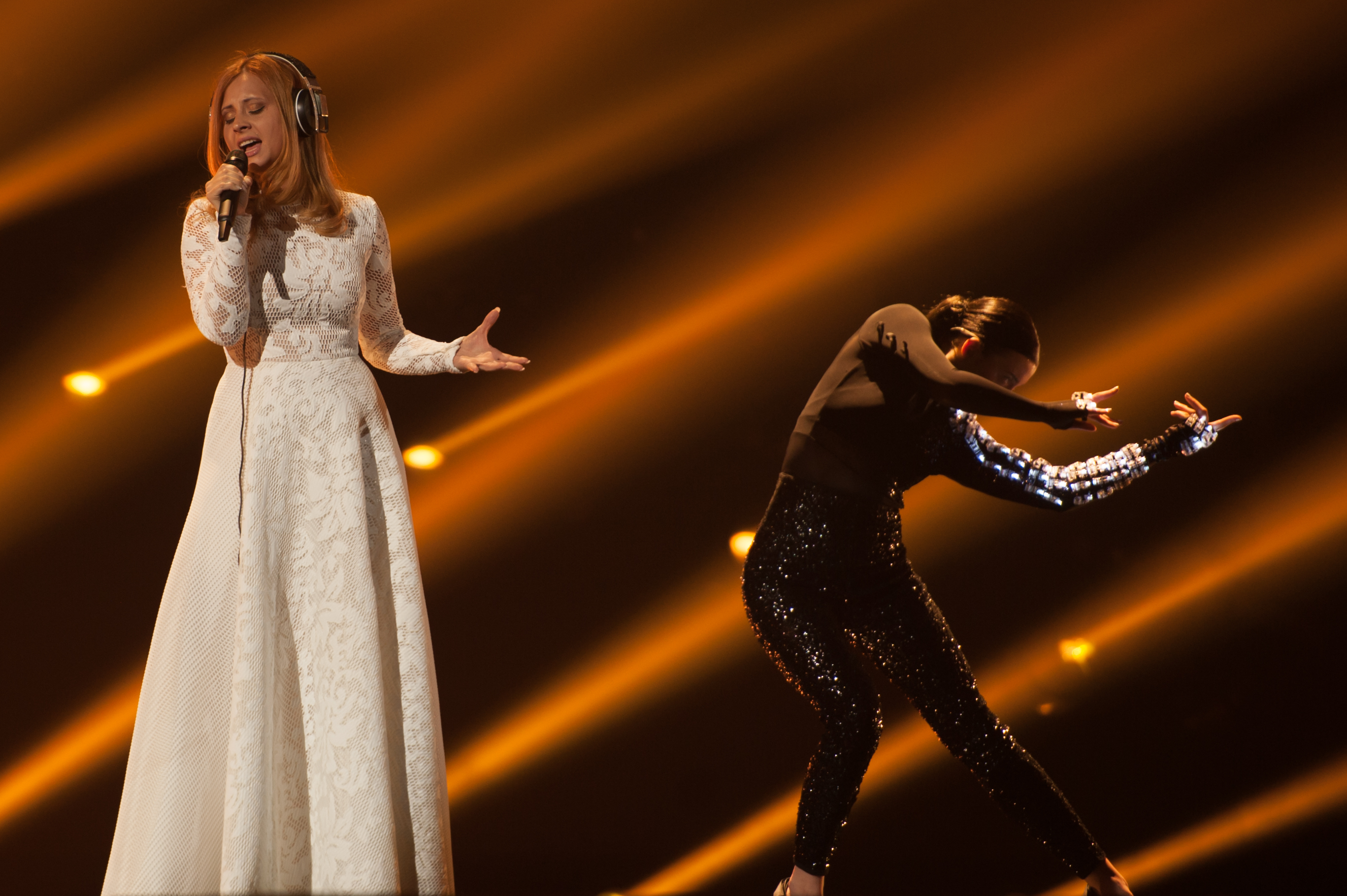
Виступ Maraaya у другому півфіналі «Євробачення-2015»

Їхня пісня «Here for You» пройшла у фінал, зайнявши 5-е місце з 92 балами у другому півфіналі. У фіналі, дует фінішував 14-им та отримав 39 балів. Після конкурсу, пісня потрапила до чартів Словенії (SloTop50), Австрії (Ö3 Austria Top 40), Словаччини (Rádio Top 100), Бельгії (Ultratop), Швеції (Sverigetopplistan), Фінляндії (Suomen virallinen lista) та Німеччини.

## Дискографія

### Сингли
| Пісні                                             | Рік  | Позиції  | Позиції | Позиції    | Позиції | Позиції | Позиції | Позиції   |
| Пісні                                             | Рік  | Словенія | Австрія | Словаччина | Італія  | Бельгія | Швеція  | Фінляндія |
| ------------------------------------------------- | ---- | -------- | ------- | ---------- | ------- | ------- | ------- | --------- |
| «Lovin' Me»                                       | 2014 | 13       | —       | —          | 52      | 83      | —       | —         |
| «Here for You»                                    | 2015 | 1        | 23      | 24         | —       | 48      | 10      | 18        |
| «Living Again»                                    | 2015 | 12       | —       | —          | —       | —       | —       | —         |
| «Nothing Left for Me»                             | 2016 | 18       | —       | —          | —       | —       | —       | —         |
| «It’s Complicated»(feat. BQL)                     | 2017 | 9        | —       | —          | —       | —       | —       | —         |
| «Diamond Duck»                                    | 2017 | 1        | —       | —          | —       | —       | —       | —         |
| «Mi corazón es tuyo» (Domestikus & Maraaya)       | 2018 | —        | —       | —          | —       | —       | —       | —         |
| «Noć (Mi corazón es tuyo)» (Domestikus & Maraaya) | 2018 | —        | —       | —          | —       | —       | —       | —         |
| «Besplatno»                                       | 2019 | —        | —       | —          | —       | —       | —       | —         |
| «Obujem nove čevlje»                              | 2020 | 4        | —       | —          | —       | —       | —       | —         |
| «Drevo»                                           | 2020 | 13       | —       | —          | —       | —       | —       | —         |
| «Dobr' gre»                                       | 2021 | 1        | —       | —          | —       | —       | —       | —         |
| «1000 let»                                        | 2021 | —        | —       | —          | —       | —       | —       | —         |
| «V Naju še Verjamem» (Ян Плестеняк & Maraaya)     | 2021 | —        | —       | —          | —       | —       | —       | —         |

## Особисте життя
Алеш та Мар'єтка — подружня пара та мають двох синів, яких звуть Від та Оскар. У них є приватна музична школа, яка шукає та навчає молодих талановитих співаків і музикантів.